# Siobhan-Marie O'Connor
Siobhan-Marie O'Connor, född 29 november 1995 i Bath, är en brittisk simmare.
O'Connor blev olympisk silvermedaljör på 200 meter medley vid sommarspelen 2016 i Rio de Janeiro.